# Tyler Sash
Tyler Jordan Sash (Oskaloosa, 27 maggio 1988 – Oskaloosa, 8 settembre 2015) è stato un giocatore di football americano statunitense, che giocava nel ruolo di safety per i New York Giants della National Football League (NFL). Fu scelto nel corso del sesto giro (198º assoluto) del Draft NFL 2011 dai Giants. Al college ha giocato a football all'Università dell'Iowa.

## Carriera universitaria
Sash giocò come safety per gli Iowa Hawkeyes. Complessivamente mise a segno 13 intercetti in carriera, solo cinque in meno del record degli Hawkeyes detenuto da Nile Kinnick. Detiene invece il primato di Iowa per yard guadagnate su ritorno da intercetto con 392, quinto risultato nella storia della Big Ten Conference.

## Carriera professionistica

### New York Giants
Il 31 gennaio 2011, Sash annunciò il suo proposito di rinunciare all'ultimo anno di college per rendersi eleggibile nel Draft 2011. Fu scelto nel corso del sesto giro dai New York Giants.
Nella sua stagione da rookie, Sash disputò tutte le 16 gare stagionali, nessuna delle quali come titolare, facendo registrare 17 tackle e un fumble forzato. I Giants conclusero la stagione con un record di 9-7, qualificandosi per un soffio ai playoff grazie alla vittoria decisiva sui Cowboys. Nella off-season, essi eliminarono nell'ordine gli Atlanta Falcons, i favoritissimi e campioni in carica Green Bay Packers e nella finale della NFC i San Francisco 49ers. Il 5 febbraio 2012, Sash nel Super Bowl XLVI, vinto contro i New England Patriots 21-17, si laureò campione NFL. Nella sua seconda stagione scese in campo 7 volte mettendo a segno 8 tackle. Nel luglio 2012 venne sospeso per quattro partite dopo essere risultato positivo alla 2-Feniletilammina, una sostanza presente nella lista della sostanze vietate dalla NFL. Fu svincolato il 31 agosto 2013.
L'8 settembre 2015, Sash fu trovato morto nella sua casa di Oskaloosa, Iowa. Aveva 27 anni. Il rapporto dell'autopsia concluse che la sua morte fu causata da un'overdose di farmaci. Il 26 gennaio 2016, cinque mesi dopo la sua morte, la famiglia di Sash pubblicò i risultati di dei test eseguiti sul cervello dell'atleta, che rivelarono che era affetto da encefalopatia traumatica cronica (CTE) al momento della sua morte.

## Palmarès
- Super Bowl : 1

New York Giants: Super Bowl XLVI
- National Football Conference Championship: 1

New York Giants: 2011

## Statistiche
| Partite totali      | 23 |
| Partite da titolare | 0  |
| Tackle totali       | 25 |
| Sack                | 0  |
| Intercetti          | 0  |
| Fumble forzati      | 1  |